# Rotschwanz-Schattenkolibri
Der  Rotschwanz-Schattenkolibri (Glaucis hirsutus) oder Rotschwanz-Eremit ist ein Kolibri aus Südamerika. Neben der Nominatform Glaucis hirsuta hirsuta von Ost-Kolumbien, West-Venezuela, Ost-Ecuador und Nord-Peru wird die Unterart Glaucis h. insularum von Trinidad und Tobago und Grenada unterschieden. Der Bestand wird von der IUCN als „nicht gefährdet“ (Least Concern) eingeschätzt.

## Beschreibung
Die Gesamtlänge des Rotschwanz-Schattenkolibris beträgt etwa zwölf Zentimeter. Das Gewicht beträgt rund sieben Gramm, die Länge des kräftigen, langen und gebogenen Schnabels etwa drei Zentimeter. Der Unterschnabel ist gelblich mit schwarzer Spitze. Männchen und Weibchen sind schwer zu unterscheiden.
Das Männchen ist an seiner Oberseite metallisch-glänzend olivgrün, am Oberkopf dunkelbraun. Über dem Auge findet sich ein angedeuteter heller Streifen, während unter dem Auge ein cremefarbener Zügel sichtbar ist. Die Ohrgegend ist dunkelgrau. Die Kehle, das Kinn, die Brust und die Seiten des Bauches sind rotbraun, während der Bauch selbst graubraun gestrichelt ist. Der Schwanz ist gerundet. Die mittleren Steuerfedern sind bronzegrün glänzend und tragen ein schwarzes Querband vor den weißen Spitzen (Subterminalband). Ihre Enden sind spitz. Die übrigen Steuerfedern sind dagegen rotbraun, haben aber ebenfalls weiße Spitzen und ein schwarzes Subterminalband.
Der Schnabel des Weibchens zeigt eine etwas stärker ausgeprägte Biegung. Das Rotbraun der Brust ist weniger kräftig ausgeprägt und kaum zum Bauchgefieder abgrenzbar. Die Enden der mittleren Steuerfedern sind abgerundet.
Jungvögel haben rostfarbene Federränder im Bereich des Rückengefieders.
Eine ähnliche Art ist der Kupferschattenkolibri (Glaucis aenea), der in Nicaragua, Panama, Kolumbien und Ecuador verbreitet ist. Die Art ist etwas kleiner als der Rotschwanz-Schattenkolibri und an seiner gesamten Unterseite rotbraun.

## Verbreitung und Lebensraum

Verbreitung des Rotschwanz-Schattenkolibris

Der Rotschwanz-Schattenkolibri ist in einem Gebiet von Panama, Kolumbien, Ecuador, Peru, Bolivien, Venezuela, Guyana und Brasilien verbreitet. Die Art findet sich in tropischen und subtropischen Zonen bis etwa 1500 Metern Höhe. Der Vogel bevorzugt bodennahe Bereiche der Regenwälder und dort Flussufer und Wegränder.

## Ernährung
Der Rotschwanz-Schattenkolibri ernährt sich hauptsächlich durch Nektar von Gattungen der Helikonien, Centropogon (e.g. C. surinamensis), Pachystachys, Passiflora, Trichanthera und Costus. Außerdem frisst er kleine Arthropoden.

## Fortpflanzung
Je nach Verbreitungsgebiet wurde das Brutgeschäft in unterschiedlichen Monaten nachgewiesenː zum Beispiel von Dezember bis August auf Grenada, Januar bis August auf Trinidad, April bis Juli in Panama und September bis Mai in Brasilien. Beobachtete Nester fanden sich an der Unterseite herabhängender Blätter etwa von Helikonien, Farnen oder Palmen. Das Nest ist ein kegelförmiger Kelch aus Pflanzenfasern, verziert mit Flechten und anderem Pflanzenmaterial. Im Gegensatz zu den meisten anderen Kolibriarten wurden Männchen in direkter Nähe zum Nest beobachtet, wie sie dieses verteidigten. Ein Gelege besteht grundsätzlich aus zwei Eiern, es kommen aber auch größere Gelege vor, weil mehrere Weibchen dasselbe Nest nutzen. Die Brutdauer beträgt 17–19 Tage, es brütet ausschließlich das Weibchen. Die schwarzen, grau beflaumten Küken werden nach 20–25 Tagen flügge. Sie bleiben noch etwa 3–4 Wochen in der Nähe der Mutter.

## Status
Der Rotschwanz-Schattenkolibri gilt als „nicht gefährdet“ (Least Concern). Das 1973 beschriebene Taxon Threnetes grzimeki (von Augusto Ruschi zu Ehren von Bernhard Grzimek benannt) gilt heute als immatures Männchen des Rotschwanz-Schattenkolibris. Auch die vom selben Autor beschriebene Unterart Glaucis hirsuta abrawayae Ruschi, 1973, die er dem Biologen Joseph Paul Abravaya (geb. 1945) widmete, wird heute als Synonym zur Nominatform betrachtet.

## Unterarten
Bisher sind zwei Unterarten bekannt, die sich vor allem durch Färbung und Verbreitungsgebiet unterscheiden. Es handelt sich hierbei um:
- Glaucis hirsutus hirsutus (Gmelin, JF, 1788)[5] – Die Nominatform ist in Panama, im Westen Kolumbiens über Venezuela und die Guyanas bis Brasilien und im Norden Boliviens verbreitet.
- Glaucis hirsutus insularum Hellmayr & Seilern, 1913[6] – Die Unterart kommt auf Grenada, Trinidad und Tobago vor.

## Etymologie und Forschungsgeschichte
Johann Friedrich Gmelin beschrieb den Rotschwanz-Schattenkolibri unter dem Namen Trochilus hirsutus. Als Fundort gab er Brasilien an. Erst 1831 wurde die Art von Friedrich Boie der neuen Gattung Glaucis zugeordnet. Dieses Wort stammt vom griechischen Wort γλαυκός glaukós für „blaugrau, glauk, hellgrün“ ab. Hirsutus ist das lateinische Wort für „haarig, borstig, struppig“. Das Wort insularum kommt vom lateinischen insula, insularum und bedeutet „Insel, von den Inseln“.